# Francisco de Arruda
Pour les articles homonymes, voir Arruda.
Francisco de Arruda, mort à Évora le 30 novembre 1547, est un architecte et sculpteur portugais.
Il est le frère cadet de Diogo de Arruda et père de Miguel de Arruda. Francisco et Diogo de Arruda ont assimilé le style gothique flamboyant et ont développé le style manuélin dans leurs édifices.

## Biographie

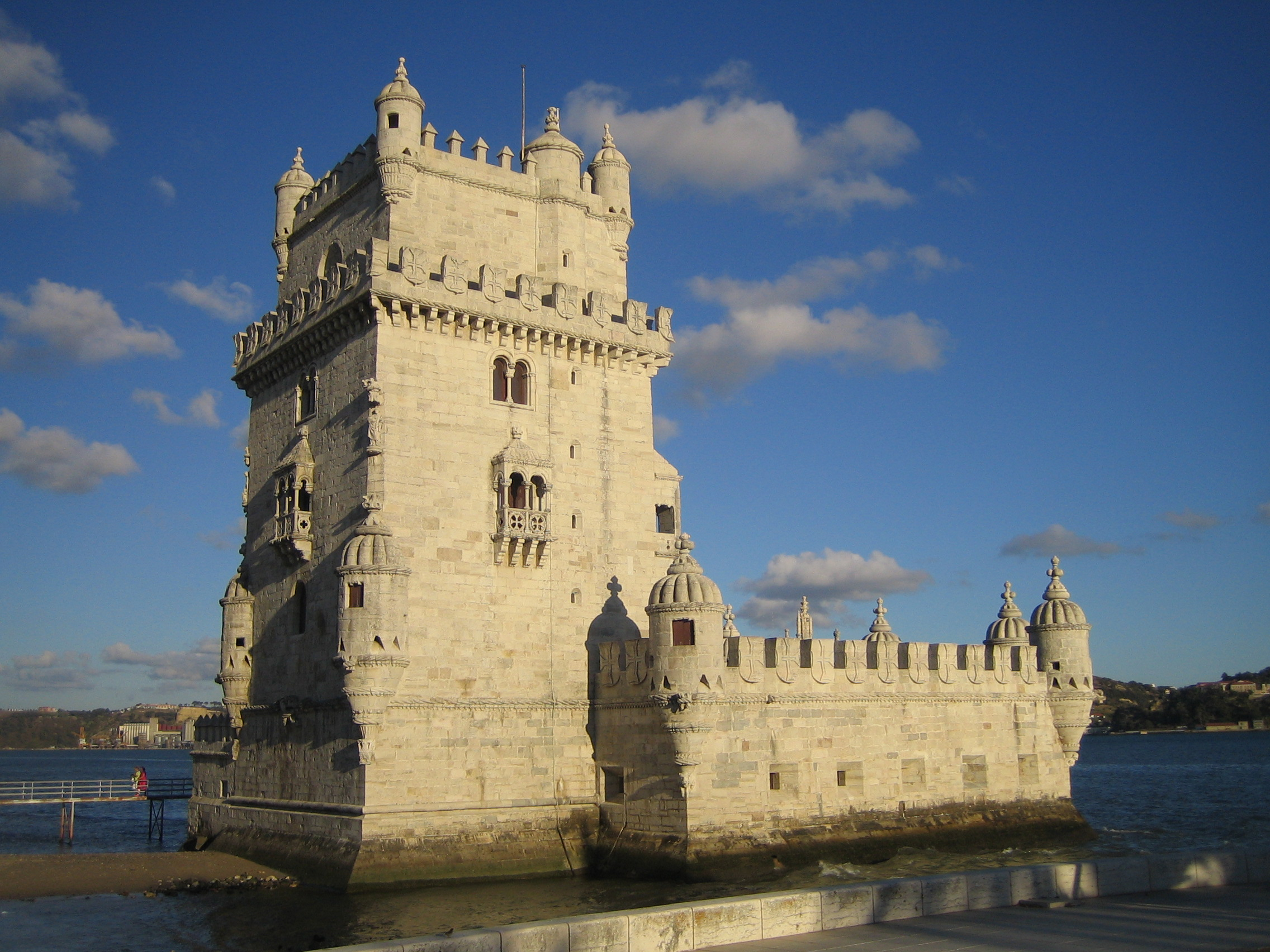
La tour de Bélem

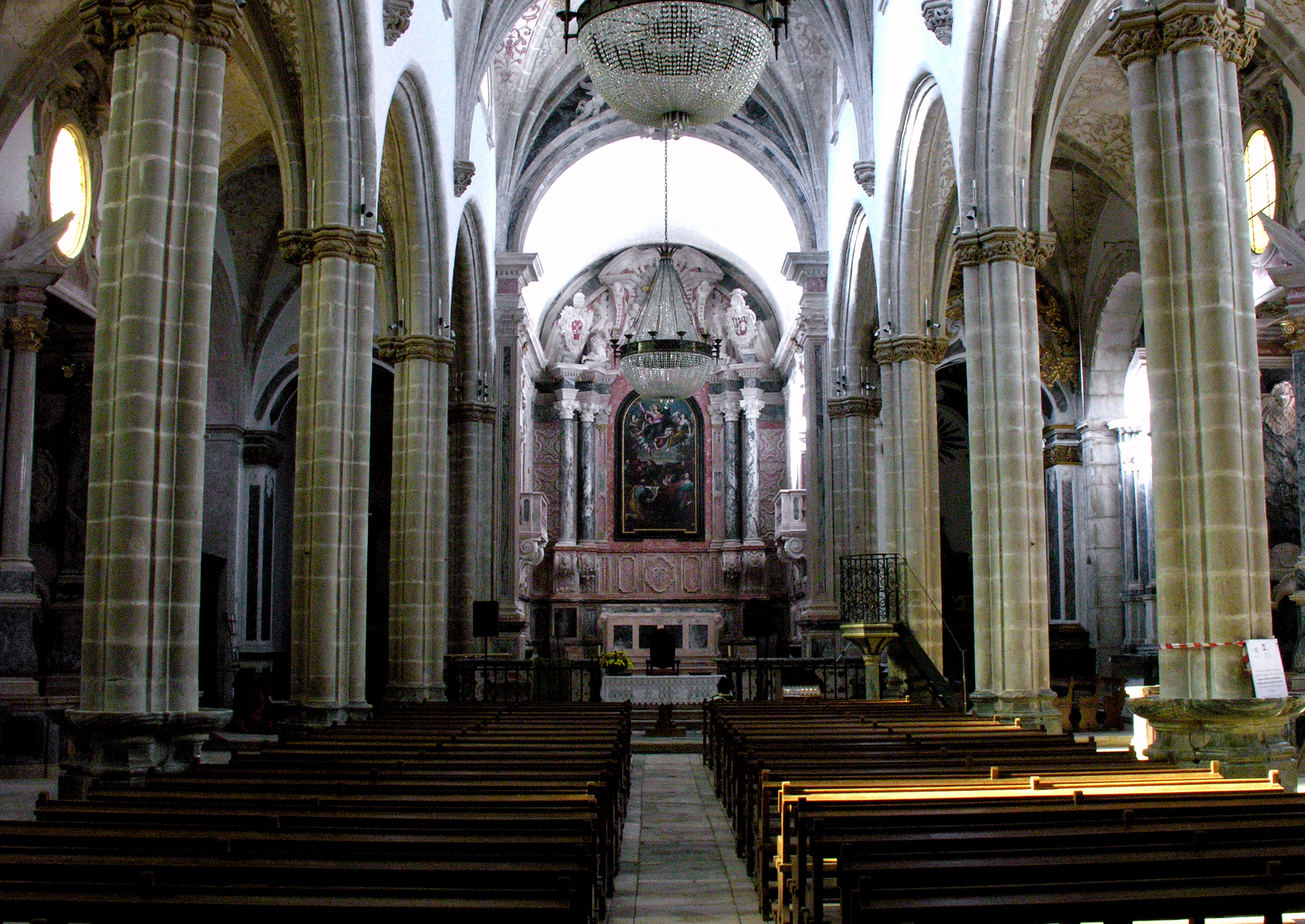
L'intérieur de l'église Notre-Dame de l'Assomption

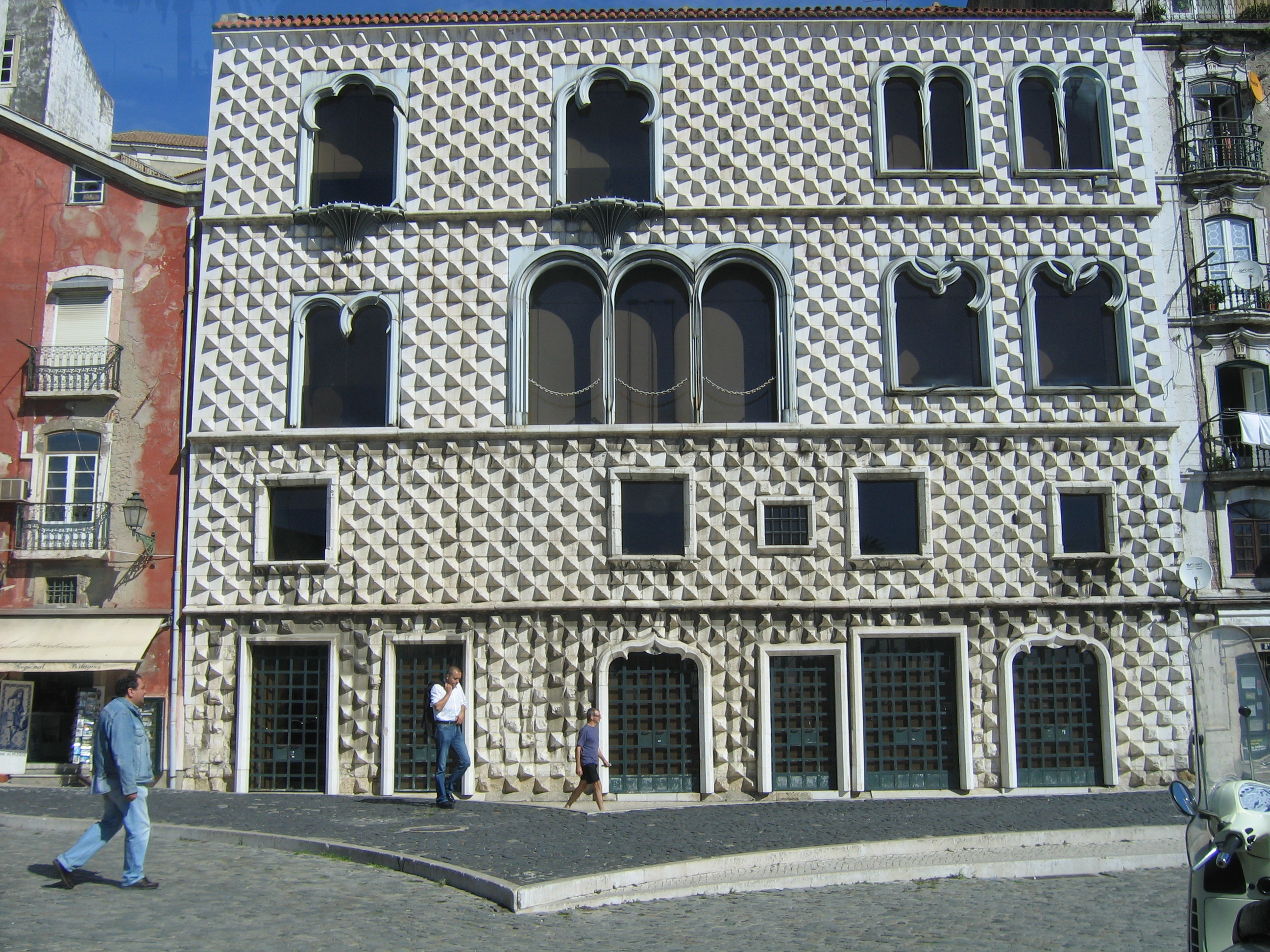
Casa dos Bicos

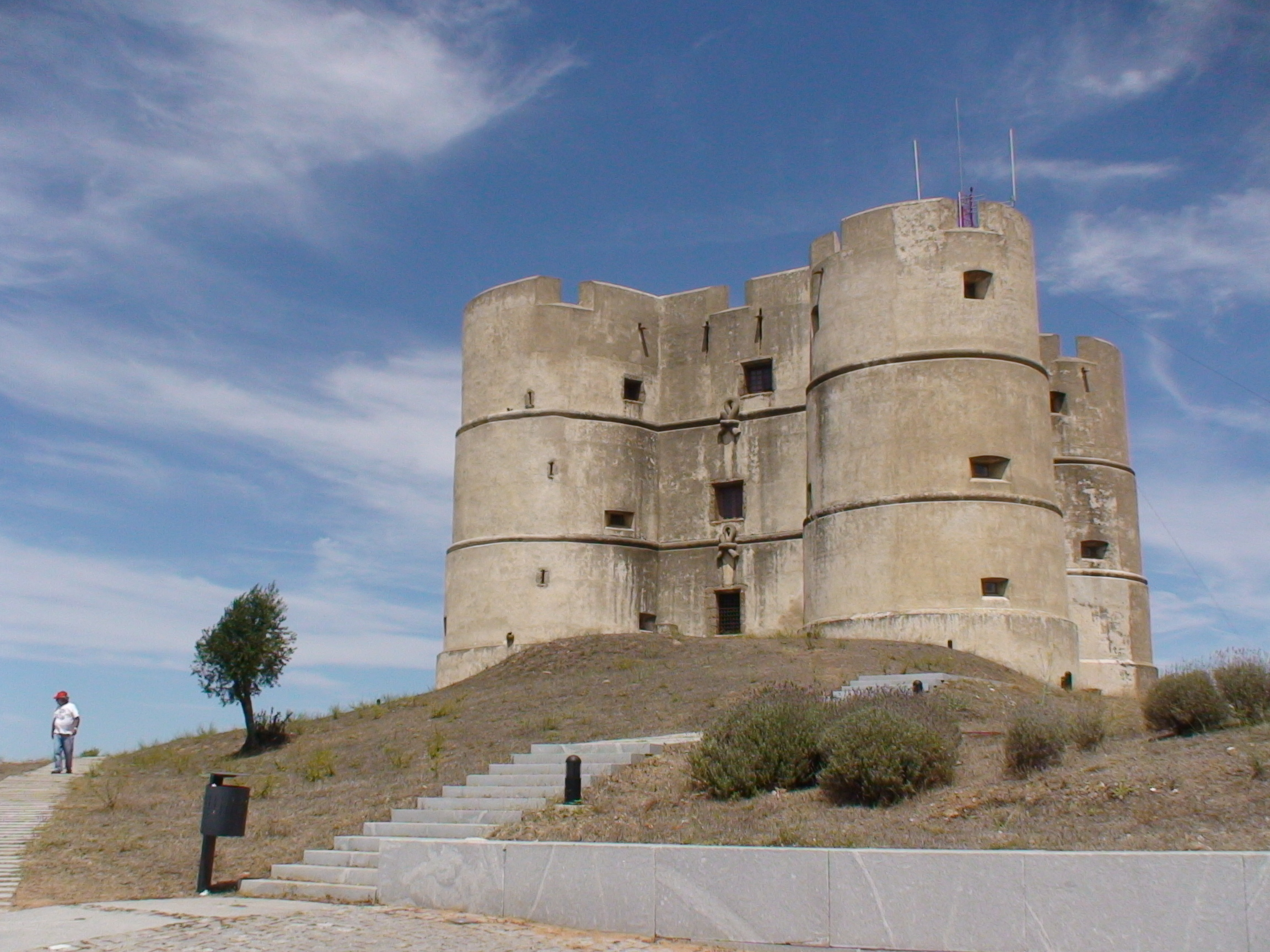
Château d'Évora Monte

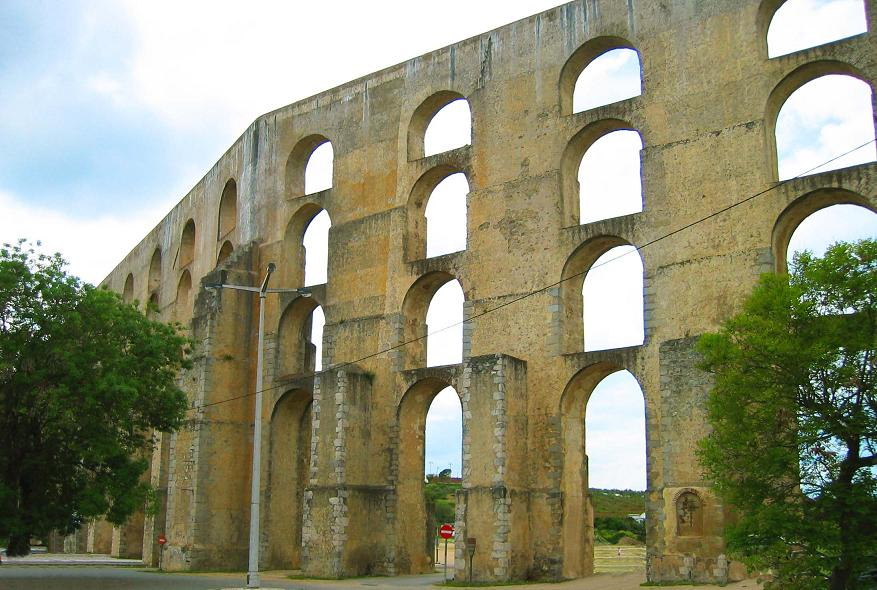
L'aqueduc d'Amoreira

Il a été responsable de la réparation des fortifications de Moura, Mourão et Portel, en 1510. En plus de la réparation des murs, il a transformé les châteaux pour tenir compte du passage de l'artillerie névrobalístique vers l'utilisation des armes pyro-balístiques (armes à feu). À la demande du roi Dom Manuel Ier, avec l'accord de Dom Jaime, duc de Bragance il a restauré le château de la ville de Portel, et la chapelle de Saint-João Baptista.
Le roi Dom Manuel Ier a fait construire par son architecte, Francisco de Arruda, la tour de Belém, en 1514, qui a la particularité d'être un ouvrage militaire avec une décoration exubérante.
Entre 1514 et 1520, Francisco voyage en Afrique du Nord avec son frère Diogo de Arruda, à Safi, à Mazagão.
À Mazagão (Mazagan), le roi Manuel Ier avait donné une lettre-patente le 21 mai 1505 à Jorge de Mello pour y construire une forteresse. Le duc de Bragance signala au roi, en 1513, que rien n'avait été construit. Dans une lettre de Diogo et Francisco de Arruda datée de 1514 ils demandaient des matériaux pour construire les murs de la ville,. Ils ont  travaillé à la forteresse de Azamor qui avait été conquise à la bataille d'Azamor, en 1513, par le duc de Bragance. Ils ont alors été influencé par l'art islamique.
À partir de 1517, pendant 20 ans, Francisco de Arruda a dirigé la construction de l'église Notre-Dame de l'Assomption (Nossa Senhora da Assunção), cathédrale d'Elvas.
En 1520 les membres de la famille Arruda vont faire plusieurs constructions dans Évora, en particulier au monastère de Saint-François.
En 1523, il a réalisé à Lisbonne la Casa dos Bicos pour Dom Brás de Albuquerque, fils naturel légitimé du deuxième gouverneur de l'Inde portugaise, Afonso de Albuquerque.
Vers 1530, il a travaillé sur le palais de Bacalhoa ou palais des Albuquerque, sur deux grandes tours cylindriques.
Après la disparition de Diogo de Arruda en 1531, Francisco s'intéressa peu à peu à la culture humaniste et va modifier son style vers celui de la première Renaissance.
À partir de 1531, il va modifier le château d'Évora Monte, dans la municipalité d'Estremoz, pour en faire un palais dans un goût italianisant.
Il a édifié entre 1531 et 1537, l'aqueduc da Água de Prata, à Évora, inauguré le 28 mars 1537.
En 1537, le roi Dom João III a nommé Franciso de Arruda maître des œuvres de l'Alentejo. Il a réalisé l'aqueduc d'Amoreira, jusqu'à sa mort. Il a été terminé par Afonso Álvares, en 1580.

## Sources
- (pt) Cet article est partiellement ou en totalité issu de l’article de Wikipédia en portugais intitulé « Francisco de Arruda » (voir la liste des auteurs).